# Voltairine de Cleyre
Voltairine de Cleyre (Leslie, Míchigan; 17 de noviembre de 1866-Chicago, Illinois; 20 de junio de 1912) fue una escritora anarquista estadounidense. En ocasiones es considerada una pionera del pensamiento feminista individualista.

## Biografía
Nacida en una familia de origen francés, hija de Auguste de Cleyre, librepensadora y gran admiradora de Voltaire. El 12 de junio de 1890, tiene un hijo, Harry, engendrado con el librepensador James B. Elliot.

## Pensamiento

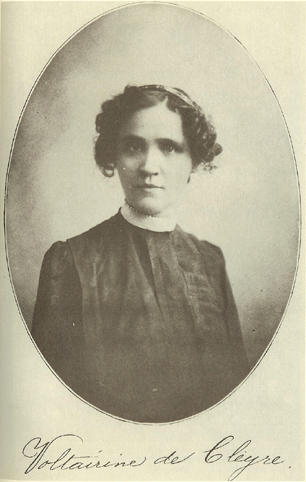
Voltairine de Cleyre (43 años), en Chicago.

A partir de 1880 se verá fuertemente influenciada por Thomas Paine y sobre todo por Mary Wollstonecraft, así como por Henry David Thoreau, Big Bill Haywood, Clarence Darrow, y más tarde por Eugene Debs. Tras los sucesos de Haymarket del verano de 1886, se decanta hacia el anarquismo, colaborando con Benjamin R. Tucker en su periódico Liberty. 
En su ensayo In Defense of Emma Goldman and the Right of Expropriation, (En defensa de Emma Goldman y del derecho de expropiación, de 1894), se identifica ya con el anarcoindividualismo de la tradición norteamericana. Allí de Cleyre dice: "La señorita Goldman es una comunista; yo soy una individualista. Ella desea destruir el derecho de propiedad, yo deseo hacerlo valer. Yo hago la guerra contra el privilegio y la autoridad, por los que el derecho de propiedad, el derecho real de lo que es propio de la persona, es aniquilado. Ella cree que la cooperación sustituirá completamente la competencia. Sostengo que la competencia de una forma u otra siempre existirá, y que es altamente deseable que lo haga. Pero ya sea ella o yo la que tenga razón, o ambas las que estemos equivocadas, de una cosa estoy segura; el espíritu que anima a Emma Goldman es el único que emancipa al esclavo de su esclavitud, al tirano de su tiranía: el espíritu que está dispuesto a atreverse y sufrir." Para Voltairine de Cleyre los anarquistas individualistas, como ella en un inicio, "son firmes en la idea de que el sistema de empleador y empleado, compra y venta, banca, y todas las otras instituciones esenciales del Comercialismo, centradas en la propiedad privada, son buenas por sí mismas, y son viciadas únicamente por la interferencia del Estado". 
Durante su período individualista, Voltairine de Cleyre no rechazó el trabajo asalariado y en cambio se opuso al "privilegio gubernamental otorgado al capital" que crea una "condición de perpetuo sometimiento al salario" o de ausencia de movilidad social, mientras ella promovía la libre competencia que desde su punto de vista implicaba la oportunidad para "trabajar para sí mismos" o donde se pudieran "capitalizar sus propios productos". En Anarchism, escribió en 1901 que: "Mi ideal sería una condición en la cual todos los recursos naturales estén por siempre libres para todos, y el trabajador sea capaz de producir individualmente para sí mismo suficiente para todas sus necesidades vitales, si él así lo decide, así que no será necesario que gobiernen su trabajo ni trabajar las veces y temporadas de sus compañeros. Pienso que ese momento puede venir; pero solo será a través del desarrollo de los modos de producción y el gusto de la gente. Mientras tanto gritaremos con una voz por la libertad para intentar".
Pese a que en algunos textos posteriores lo rechazara, prefirió sostener lo que se denomina anarquismo sin adjetivos. No es claro si esto significó un acercamiento al anarcocomunismo, como sostuvieron Emma Goldman y Rudolf Rocker; tesis rechazada por Paul Avrich. Según las propias palabras de Voltairine "No soy ahora, y nunca he sido, una comunista". De Cleyre dijo en esa época "soy una anarquista, simplemente, sin etiquetas económicas adjuntas.
Su ensayo Sex Slavery (La esclavitud sexual), publicado póstumamente en 1914, constituye una condena a las ideas de belleza femenina del momento. El título del ensayo no se refiere a la prostitución, si bien también este tema es tratado, sino sobre todo a las leyes sobre el matrimonio que "permiten a los hombres violar a sus esposas sin consecuencias".